# ウィリアム・ステュアート (第9代ブランタイヤ卿)
第9代ブランタイヤ卿ウィリアム・ステュアート（英語: William Stuart, 9th Lord Blantyre、1776年1月16日没）は、スコットランド貴族。

## 生涯
第7代ブランタイヤ卿ロバート・ステュアートと2人目の妻マーガレット・ヘイ（Margaret Hay、1697年頃 – 1782年12月13日、ウィリアム・ヘイの娘）の息子として生まれた。1751年5月21日に兄ウォルターが死去すると、ブランタイヤ卿の爵位を継承した。
大佐としてオランダ軍に従軍した。
1776年1月16日にアースキンで死去、生涯未婚だったため弟アレクサンダーが爵位を継承した。